# Paepalanthus rigidulus
Paepalanthus rigidulus är en gräsväxtart som beskrevs av Carl Friedrich Philipp von Martius. Paepalanthus rigidulus ingår i släktet Paepalanthus och familjen Eriocaulaceae. Inga underarter finns listade i Catalogue of Life.